# Batalla de Brémule
La batalla de Brémule también batalla de Benneville fue un conflicto armado en la Francia medieval que tuvo lugar el 20 de agosto de 1119 entre Enrique I de Inglaterra y Luis VI el Gordo de Francia en el Vexin normando, en el campo de Brémule, próximo a la localidad de Gaillardbois-Cressenville.
Este combate es conocido porque se esperaba una batalla sangrienta pero solo hubo 3 muertos.

## Antecedentes
En 1106, Enrique I derrotó a su hermano mayor, Roberto II de Normandía en la batalla de Tinchebray. Tras esta victoria incorporó el Ducado de Normandía al reino de Inglaterra. Este poder creciente de los anglo-normandos entró en conflicto con la monarquía francesa que reclamaba la soberanía de Normandía. Luis VI patrocinó a Guillermo Clito, hijo del depuesto Roberto II, como pretendiente al ducado de Normandía y alentó la rebeldía de nobles y varones descontentos con el vasallaje inglés.

## La Batalla
La batalla fue el resultado de un encuentro causal entre los dos pretendientes, mientras los franceses entraban en Normandía y devastaban la tierra, los normandos los sorprendían en una simple operación de control fronterizo. Según las crónicas francesas, el enfrentamiento fue sangriento y culminó con una derrota francesa que estuvo a punto de terminar con la captura del rey francés. Por el lado inglés, el cronista Orderico Vital habla de una pelea con pérdidas insignificantes (solo 3 muertos) y la captura de muchos caballeros francos de los que obtuvieron grandes ganancias mediante el pago de sus rescates.

## Consecuencias
La victoria de Enrique I de Inglaterra permitió al ducado de Normandía conservar su independencia frente al poder de los Capetos durante casi un siglo.